# Relações entre Brasil e Síria

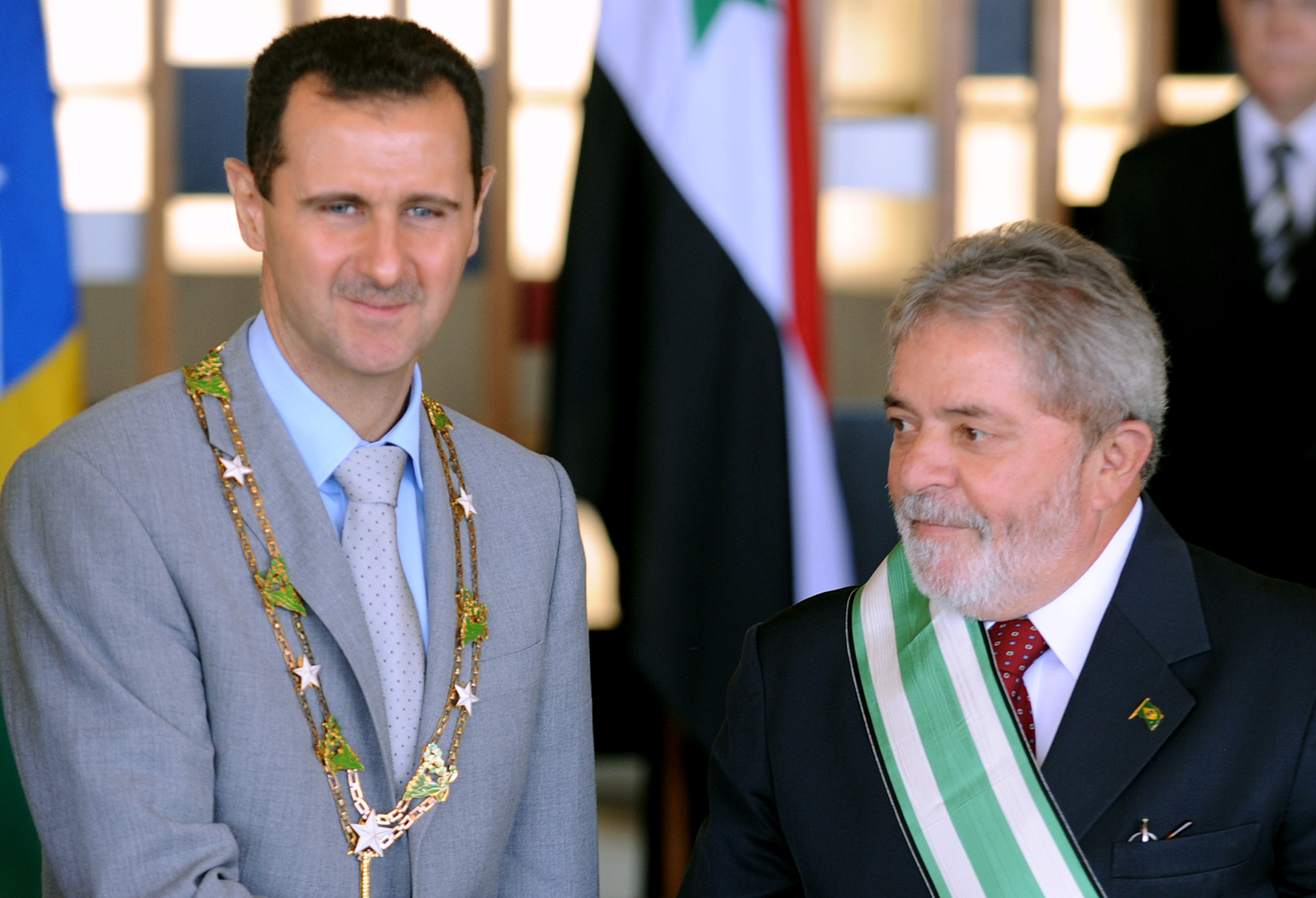
O presidente do Brasil, Luiz Inácio Lula da Silva, recebe o presidente da Síria, Bashar al-Assad, no Itamaraty.

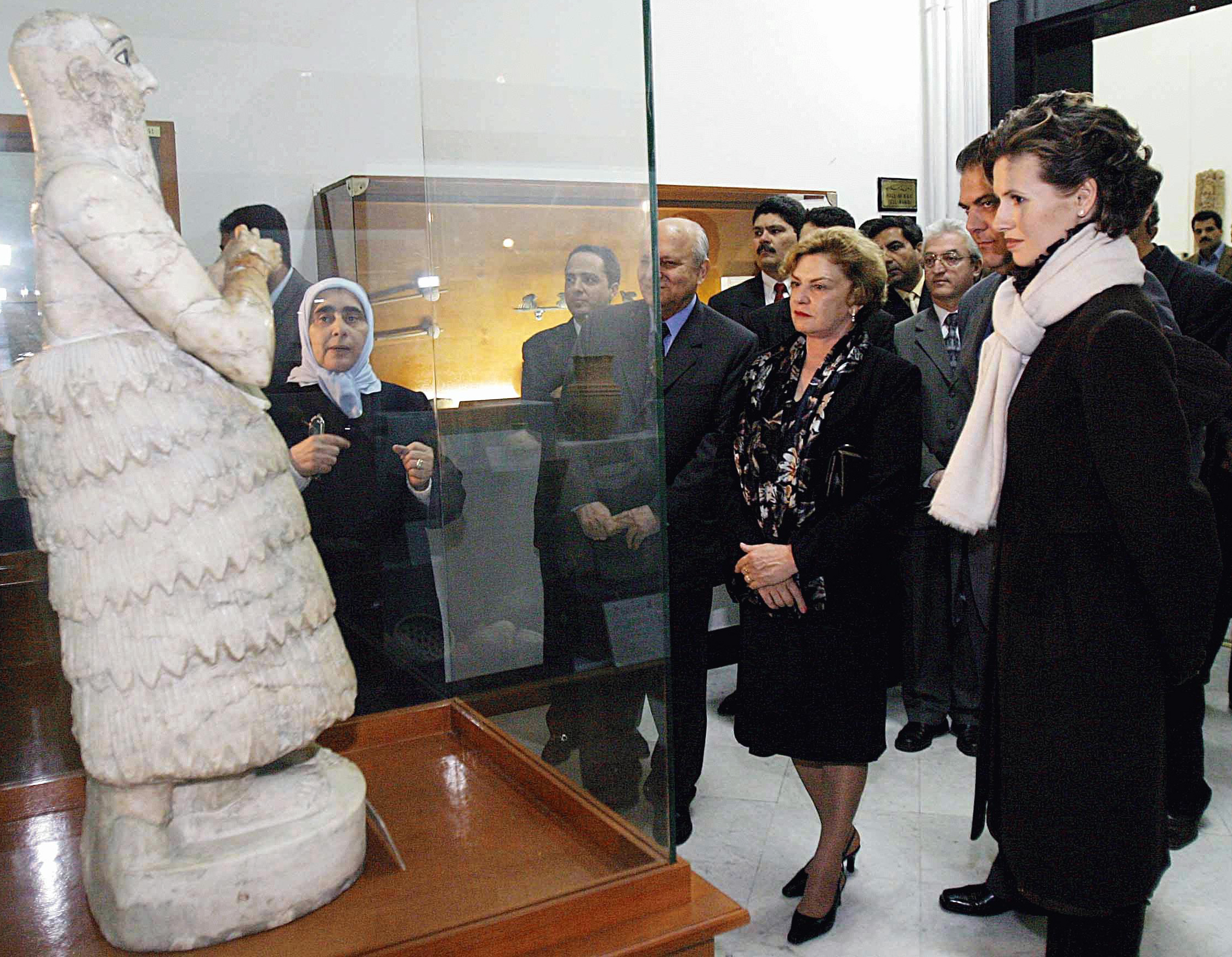
A primeira-dama da Síria, Asma al-Assad, e Marisa Letícia Lula da Silva, no Museu Nacional da Síria.

As relações entre Brasil e Síria são as relações diplomáticas estabelecidas entre a República Federativa do Brasil e a República Árabe da Síria. Os dois países mantêm laços históricos, ancorados na numerosa comunidade de origem síria estabelecida no Brasil, estimada em torno de dois milhões e meio de pessoas. As relações diplomáticas remontam a 1945 e a legação brasileira em Damasco foi aberta em 1951.
Estas relações adquiriram especial importância durante o mandato do presidente Luiz Inácio Lula da Silva (2003-2011), como reflexo da aproximação entre o Brasil e o mundo árabe, concretizada por iniciativas como a realização da Cúpula América do Sul - Países Árabes e a designação de um embaixador extraordinário para o Oriente Médio.
O governo sírio prestou um inestimável auxílio durante a operação de repatriação de brasileiros atingidos pelo conflito entre Israel e o Hezbollah, em 2006.

## Cooperação
Entre as áreas de cooperação bilateral, a que tem apresentado resultados mais palpáveis é a educacional, como fruto da visita a Damasco, em março de 2006, do ministro da educação Fernando Haddad. Como resultado da viagem, foi implantado, em 2006, um curso de português no Instituto de Línguas da Universidade de Damasco. Trata-se do primeiro curso de português da Síria, e o primeiro a utilizar um método próprio para alunos árabes.

## Direitos humanos
Com o voto do Brasil, a Assembleia Geral das Nações Unidas aprovou, em 16 de fevereiro de 2012, uma resolução de apoio ao plano da Liga Árabe para que o presidente da Síria, Bashar al-Assad, deixe o poder. A resolução também condenou as violações de direitos humanos e os ataques contra a população civil durante o seu regime.
Em janeiro de 2012, a Síria junto com mais 13 países árabes ameaçaram retirar suas embaixadas do Brasil devido a uma difamação pelo jornalista brasileiro radicado nos Estados Unidos Caio Blinder às primeiras-damas da região no contexto da primavera árabe, levando o jornalista a se desculpar no programa.